# Shellac
Shellac (manchmal auch Shellac of North America genannt) war eine um 1992 in Chicago, Illinois gegründete US-amerikanische Rockband, die zu den Vertretern des Noise-Rock, Post-Hardcore und Math-Rock zählte.

## Geschichte
Albini gründete die Band 1992 zusammen mit Camilo Gonzalez (Bass) und Todd Trainer (Schlagzeug). Gonzalez stieg nach kurzer Zeit aus und wurde durch Bob Weston ersetzt. Der Stil von Shellac zeichnet sich durch Minimalismus, Präzision, Dissonanzen sowie treibende Bassläufe und Rhythmen aus. Gitarrist Steve Albini hat vor allem als Produzent bekannter Bands wie Nirvana, Pixies und Helmet Berühmtheit erlangt. Der Bassist Bob Weston ist neben Shellac vor allem bekannt durch seine Beteiligung bei den Volcano Suns und Mission of Burma.
Frontmann Steve Albini starb am 7. Mai 2024, wenige Tage vor Veröffentlichung des siebten Studioalbums To All Trains.

## Diskografie
Studioalben
- 1994: At Action Park (Touch and Go)
- 1997: Futurist (Eigenveröffentlichung)
- 1998: Terraform (Touch and Go)
- 2000: 1000 Hurts (Touch and Go)
- 2007: Excellent Italian Greyhound (Touch and Go)
- 2014: Dude Incredible (Touch and Go)
- 2024: To All Trains (Touch and Go)

Singles
- 1993: The Rude Gesture: A Pictorial History
- 1993: Uranus
- 1994: The Bird Is the Most Popular Finger
- 1995: Billiardspielerlied / Mantel (als Schellack)
- 1997: The Rambler Song / Beauteous (Split-Single mit Mule)
- 2000: Agostino / The Safeword (Split-Single mit Caesar)

Sonstige
- 1994: Sides 1-4 (Split-EP, Skin Graft)
- 1994: ライヴイン東京 (Live in Tokyo) (Livealbum, Nux)
- 2019: The End of Radio (Peel Sessions 1994/2004, Touch and Go)